# Lunga Marcia 4C
Il Lunga Marcia 4C (in cinese: 长征四号丙S, Chángzhēng sìhào bǐngP) è un lanciatore spaziale cinese. È un vettore a 3 stadi derivato dal Lunga Marcia 4B, ma a differenza di questo dispone di un'ogiva più ampia e i motori del terzo stadio possono essere riaccesi più volte.

## Lanci
A maggio 2019 il vettore ha effettuato 26 lanci, di cui 2 conclusi con un fallimento.
| №  | Data              | Carico                                    | Sito di lancio | Orbita                    | Esito      |
| -- | ----------------- | ----------------------------------------- | -------------- | ------------------------- | ---------- |
| 1  | 26 aprile 2006    | Yaogan 1                                  | Taiyuan        | SSO                       | Successo   |
| 2  | 11 novembre 2007  | Yaogan 3                                  | Taiyuan        | SSO                       | Successo   |
| 3  | 27 maggio 2008    | Fengyun 3A                                | Taiyuan        | SSO                       | Successo   |
| 4  | 15 dicembre 2009  | Yaogan 8 Xiwang 1                         | Taiyuan        | SSO                       | Successo   |
| 5  | 5 marzo 2010      | Yaogan 9A Yaogan 9B Yaogan 9C             | Jiuquan        | LEO                       | Successo   |
| 6  | 9 settembre 2010  | Yaogan 10                                 | Taiyuan        | SSO                       | Successo   |
| 7  | 4 novembre 2010   | Fengyun 3B                                | Taiyuan        | SSO                       | Successo   |
| 8  | 29 maggio 2012    | Yaogan 15                                 | Taiyuan        | SSO                       | Successo   |
| 9  | 25 novembre 2012  | Yaogan 16A Yaogan 16B Yaogan 16C          | Jiuquan        | LEO                       | Successo   |
| 10 | 19 luglio 2013    | Shijian 15 Shiyan 7 Chuangxin 3           | Taiyuan        | SSO                       | Successo   |
| 11 | 1º settembre 2013 | Yaogan 17A Yaogan 17B Yaogan 17C          | Jiuquan        | LEO                       | Successo   |
| 12 | 23 settembre 2013 | Fengyun 3C                                | Taiyuan        | SSO                       | Successo   |
| 13 | 20 novembre 2013  | Yaogan 19                                 | Taiyuan        | SSO                       | Successo   |
| 14 | 9 agosto 2014     | Yaogan 20A Yaogan 20B Yaogan 20C          | Jiuquan        | LEO                       | Successo   |
| 15 | 20 ottobre 2014   | Yaogan 22                                 | Taiyuan        | SSO                       | Successo   |
| 16 | 10 dicembre 2014  | Yaogan 25A Yaogan 25B Yaogan 25C          | Jiuquan        | LEO                       | Successo   |
| 17 | 27 agosto 2015    | Yaogan 27                                 | Taiyuan        | SSO                       | Successo   |
| 18 | 26 novembre 2015  | Yaogan 29                                 | Taiyuan        | SSO                       | Successo   |
| 19 | 9 agosto 2016     | Gaofen 3                                  | Taiyuan        | SSO                       | Successo   |
| 20 | 31 agosto 2016    | Gaofen 10                                 | Taiyuan        | SSO                       | Fallimento |
| 21 | 14 novembre 2017  | Fengyun 3D HEAD-1                         | Taiyuan        | SSO                       | Successo   |
| 22 | 31 marzo 2018     | Gaofen-1 02 Gaofen-1 03 Gaofen-1 04       | Taiyuan        | SSO                       | Successo   |
| 23 | 10 aprile 2018    | Yaogan 31-01A Yaogan 31-01B Yaogan 31-01C | Jiuquan        | LEO                       | Successo   |
| 24 | 8 maggio 2018     | Gaofen 5                                  | Taiyuan        | SSO                       | Successo   |
| 25 | 20 maggio 2018    | Queqiao Longjiang-1 Longjiang-2           | Xichang        | L2 del sistema Terra-Luna | Successo   |
| 26 | 22 maggio 2019    | Yaogan 33                                 | Taiyuan        | SSO                       | Fallimento |